# Igreja Evangélica Reformada de Angola
Igreja Evangélica Reformada de Angola (IERA) är en kristen kyrka i Angola, med rötter i det inhemska och oberoende trossamfund, Igreja Evangélica Unida de Angola som 1922 grundades av missionärer från England och Schweiz. 
Under det angolanska frihetskriget (1961-75) förföljdes kyrkan hårt av den portugisiska kolonialmakten. Kyrkans egendom förstördes och många av dess medlemmar tvingades lämna sina hem och fly landet. Efter självständigheten har kyrkan återuppbyggts och registrerats under det nuvarande namnet 1977.
IERA har omkring 250 000 medlemmar, i bortåt 500 lokala församlingar och tillhör Conselho de Igrejas Cristãs em Angola, Alliance of Reformed Churches in Africa, All Africa Conference of Churches, Reformerta Världsalliansen och Kyrkornas Världsråd.